# 훙구구

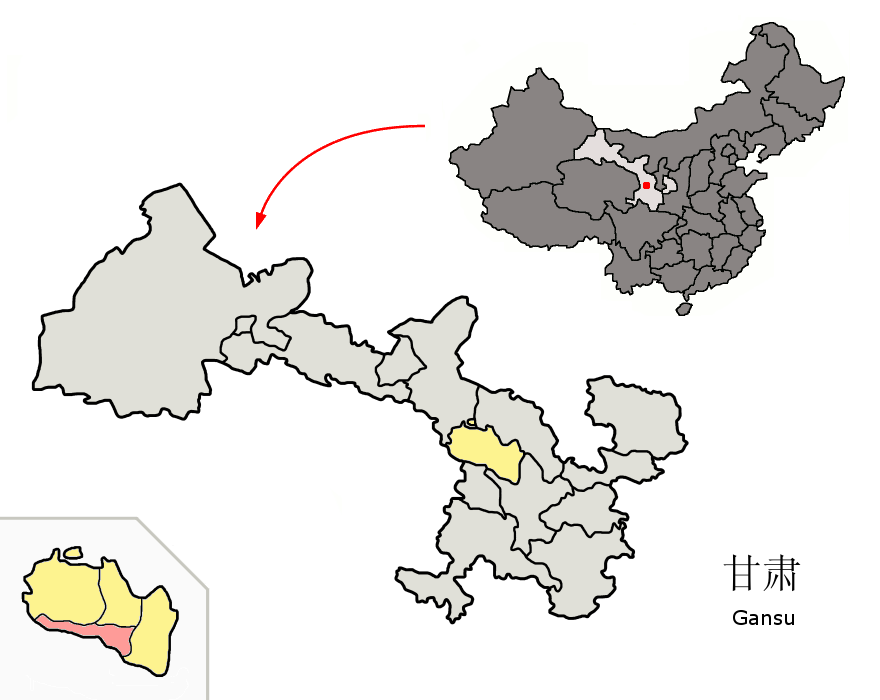
란저우 시구의 위치

훙구구(한국어: 홍고구, 중국어: 红古区, 병음: Hónggǔ Qū)는 중화인민공화국 간쑤성 란저우 시의 현급 행정구역이다. 넓이는 575km2이고, 인구는 2007년 기준으로 140,000명이다.

## 행정 구역
3개 가도, 3개 진, 1개 향을 관할한다.
- 가도: 窑街街道 , 下窑街道 , 矿区街道
- 진: 海石湾镇 , 花庄镇 , 平安镇
- 향: 红古乡